# Vuelta al Valle del Cauca 2012
La Vuelta al Valle del Cauca 2012 fue disputada desde el 29 de febrero al 4 de marzo de 2012. Se corrieron las categorías Élite y Sub-23.
Esta prueba es una de las competencias más tradicionales del país, hace parte del calendario ciclístico nacional de Colombia.
Comenzó con un inusual prólogo de 2 km en el Velódromo Alcides Nieto Patiño de la ciudad de Cali, en el cual participaron solo tres integrantes de cada equipo.  El vencedor de la clasificación general fue Giovanni Báez, quién asumió el liderato después de ganar la etapa reina con final en Versalles. Fue seguido en el podio por su compañero de equipo Ramiro Rincón y por Edson Calderón. 

## Equipos participantes
32 equipos tomaron parte de la carrera, la mayoría de ellos amateur y algunos con solo 2 o 3 corredores.  Entre los equipos se destacan:
- EPM-UNE
- 4-72 Colombia es Pasión
- Movistar Team
- Indeportes Antioquia
- GW Shimano
- IMRD Cota
- Formesan IDRD - Pinturas Bler
- Gobernación del Tolima
- Muebles Elegant House
- Fundación Renacer del ciclismo en el Norte del Valle
- Escuela Ciclovalle - Indervalle

## Etapas
| Etapa   | Fecha         | Recorrido                     | Km       | Ganador                 | Líder               |
| Prólogo | 29 de febrero | Velódromo Alcides Nieto       | 2        | 4-72 Colombia es Pasión | Juan Pablo Villegas |
| 1       | 1 de marzo    | Palmira - Villarica - Palmira | 131      | Juan Pablo Villegas     | Juan Pablo Villegas |
| 2       | 2 de marzo    | Buga - Roldanillo             | 112      | Carlos Urán             | Juan Pablo Villegas |
| 3       | 3 de marzo    | Roldanillo-Versalles          | 119      | Giovanni Báez           | Giovanni Báez       |
| 4       | 6 de marzo    | Versalles - Palmira           | 17,2 CRI | Carlos Gálviz           | Giovanni Báez       |

## Clasificación general final
| Posición | Ciclista            | Equipo                  | Tiempo   |
| -------- | ------------------- | ----------------------- | -------- |
|          | Giovanni Báez       | EPM-UNE                 |          |
| 2        | Ramiro Rincón       | EPM-UNE                 | + 37"    |
| 3        | Edson Calderón      | 4-72 Colombia es Pasión | + 1' 11" |
| 4        | Daniel Jaramillo    | Indeportes Antioquia    | + 1' 11" |
| 5        | Félix Cárdenas      | GW Shimano              | + 1' 30" |
| 6        | Juan Pablo Villegas | 4-72 Colombia es Pasión | + 1' 48" |
| 7        | Oscar Pachón        | IMRD Cota               | + 1' 56" |
| 8        | Janier Acevedo      | Indeportes Antioquia    | + 1' 59" |
| 9        | Iván Parra          | EPM-UNE                 | + 2' 07" |
| 10       | Walter Pedraza      | EPM-UNE                 | + 2' 15" |

## Evolución de las clasificaciones
| Etapa (Vencedor)                  | Clasificación general | Clasificación metas volantes | Clasificación de la montaña | Clasificación de los jóvenes | Clasificación de la regularidad | Clasificación por equipos |
| --------------------------------- | --------------------- | ---------------------------- | --------------------------- | ---------------------------- | ------------------------------- | ------------------------- |
| Prólogo (4-72 Colombia es Pasión) | Juan Pablo Villegas   | -                            | -                           | Sebastián Salazar            | -                               | 4-72 Colombia es Pasión   |
| 1ª etapa (Juan Pablo Villegas)    | Juan Pablo Villegas   | Jaime Suaza                  | Daniel Jaramillo            | Kevin Ríos                   | Jaime Suaza                     | 4-72 Colombia es Pasión   |
| 2ª etapa (Carlos Urán)            | Juan Pablo Villegas   | Kevin Ríos                   | Álvaro Montoya              | Kevin Ríos                   | Jaime Suaza                     | 4-72 Colombia es Pasión   |
| 3ª etapa (Giovanni Báez)          | Giovanni Báez         | Kevin Ríos                   | Ramiro Rincón               | Daniel Jaramillo             | Kevin Ríos                      | EPM-UNE                   |
| 4ª etapa (Carlos Gálviz)          | Giovanni Báez         | Kevin Ríos                   | Ramiro Rincón               | Daniel Jaramillo             | Jaime Suaza                     | EPM-UNE                   |
| Final                             | Giovanni Báez         | Kevin Ríos                   | Ramiro Rincón               | Daniel Jaramillo             | Jaime Suaza                     | EPM-UNE                   |